# Aweti (langue)
L’aweti est une langue tupi parlée au Brésil.